# Henri IX (duc de Bavière)
Pour les articles homonymes, voir Henri IX.
Henri IX, dit le Noir (en allemand : Heinrich der Schwarze), né vers 1075 mort le 13 décembre 1126 à Ravensbourg, est un prince de la maison Welf, fils du duc Welf de Bavière et de Judith de Flandre. Il fut duc de Bavière de 1120 jusqu'à sa mort.

## Biographie
Henri est le fils cadet de Welf IV (mort en 1101), duc de Bavière (en tant que Welf Ier) depuis 1070, et de sa deuxième épouse Judith (morte en 1094), fille du comte Baudouin IV de Flandre et veuve de Tostig Godwinson, comte de Northumbrie. En ces heures de la querelle des Investitures, son père s'était rangé du côté du pape Grégoire VII ; ayant soutenu l'élection de l'antiroi Rodolphe de Rheinfelden, il a dû s'enfuir en Hongrie en mai 1077. Dans sa jeunesse, Henri gère les biens de sa famille situés au-delà des Alpes, autour d'Este en Italie, dont la branche aînée de la dynastie, la maison d'Este, est issue. 

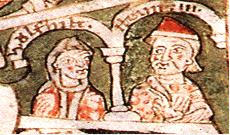
Henri et Wulfhilde, Historia Welforum (vers 1170).

Son mariage à Wulfhilde (morte en 1126), fille du duc Magnus de Saxe, aux alentours de 1095, lui donne accès à une partie du fief de la famille Billung, près de Lunebourg, qui formera, plus tard, le cœur du duché welf de Brunswick-Lüneburg. Il aspire à succéder à son beau-père à la tête du duché de Saxe mais à la mort de Magnus sans héritier mâle, le 23 août 1106, le nouveau roi Henri V fait endosser le titre au comte Lothaire de Supplinbourg.
Henri conserve malgré cela une relation étroite avec la dynastie salienne au pouvoir. En 1116, il accompagne l'empereur dans sa deuxième campagne d'Italie destinée à lui permettre de mettre la main sur les territoires de la défunte marquise Mathilde de Toscane, qui, après sa séparation du frère aîné d'Henri, le duc Welf II de Bavière, en 1095, a légué l'ensemble de ses biens à la papauté. 
En 1120, Henri succède sous le nom d'Henri IX à Welf II, mort sans descendance. Deux ans plus tard, il joue un rôle majeur dans le concordat de Worms, qui va enfin mettre un terme à la querelle séculaire des investitures entre le pape et l'empereur. 
À la mort d'Henri V en 1125, Henri IX occupe à nouveau une place prépondérante dans la politique de son temps, en soutenant d'abord la candidature au trône impérial de son gendre, le Frédéric II de Souabe, puis celle de son vieux rival, Lothaire de Supplinbourg, probablement après l'engagement pris par Lothaire de marier sa fille unique et héritière, Gertrude, au fils aîné d'Henri IX, Henri le Superbe. Ce mariage est conclu en mai 1127, lorsque Gertrude n'était âgée que de douze ans. Le froid entre les Welf et les Hohenstaufen durera jusqu'au XIIIe siècle (Guelfes et Gibelins). 
Après la tumultueuse victoire de Lothaire, ce dernier bannit Frédéric II mais les forces impériales ne parviennent pas à conquérir les terres des Hohenstaufen en Souabe. En 1126, Henri IX abdique en faveur de son deuxième fils et se retire à l'abbaye de Weingarten, fondée par ses parents, probablement pour ne pas avoir à participer aux poursuites engagées contre son gendre. 
Il meurt peu après et est inhumé à Weingarten. Wulfhilde ne lui survivra que de 16 jours. Son surnom d'Henri le Noir ne remonte qu'au XIIIe siècle. Tant Frédéric Barberousse que son grand rival Henri le Lion sont ses petits-fils.

## Descendance
- Judith († 1130/31), épouse Frédéric II de Souabe, mère de Frédéric Barberousse ;
- Saint Conrad ;
- Henri le Superbe, duc de Bavière ;
- Sophie, épouse Berthold III de Zähringen († 1122) puis Léopold de Styrie ;
- Wulfhilde, épouse le comte Rodolphe Ier de Bregenz ;
- Mathilde († 16 mars 1183) épouse le magrave Diepold IV de Vohburg, puis en 1129, le comte Gérard III de Sulzbach (1114 - † 28 octobre 1188) ;
- Welf VI (1115 † 1191), margrave de Toscane (1152-1195) et duc de Spolète (1152-1160 et 1167-1171) ;
- Wilfried († 1160) ;
- Adalbert, abbé de Corvey.